# Логишин
Логи́шин (бел. Лагішын) — городской посёлок в Пинском районе Брестской области Беларуси. Административный центр Логишинского сельсовета.
Численность населения — 1 769 человек (на 1 января 2025 года).

## География
Расположен на пересечении автодорог Ганцевичи — Логишин Р105 и Ивацевичи—Пинск—-Столин Р6 в 25 км от города Пинск.

## Геральдика
Герб зарегистрирован в Гербовом матрикуле Республики Беларусь 21 сентября 1998 года № 22. Утверждён решением Логишинского поселкового  исполнительного комитета от 28 сентября 1998 года № 44.

## История
- 1552 год — первое упоминание о поселении в «Писцовой книге Пинского княжества»
- XVII век — являлся собственностью Радзивиллов
- 1634 год — построен первый костёл за средства пинского старосты Альбрехта Радзивилла, позже при нём была образована миссия иезуитов и госпиталь
- 25 февраля 1643 года — грамотой польского короля Владислава IV селение получило Магдебургское право, определён герб города: изображение волка с лосиными ногами на голубом фоне
- 1795 год — вошло в состав Российской империи, стало центром волости Пинского уезда
- XIX век — действовали мельницы Айзенберга, Хазана и Дубимского, Марцинкевича, Бунькевича, маслобойня и мельница Циперштейна, кожевенный завод Фридмана
- 1828 год — Логишину присвоен статус города
- 1874 год — бунт, связанный с нежеланием продавать земли минскому губернатору Токареву; дело дошло до императора Александра II[4]
- 1881 год — появление каменных торговых рядов
- 1863 год — костёл передан Православной церкви, в 1897 году он сгорел. Позже на его месте возведена существующая до сих пор Преображенская церковь
- 1893 год — открыта еврейская молитвенная школа
- Конец XIX — начало XX века — вблизи Логишина располагался фольварк Симоновичей
- Первая мировая война — восточнее Логишина происходили сражения
- 1919 год — восстание против большевиков
- 1920-е — 1930-е годы — являлся центром гмины Пинского повета
- 15 января 1940 года — 25 декабря 1962 года — являлся центром Логишинского района
- 22 декабря 1959 года — Логишин получил статус городского посёлка[5]
- 18 сентября 1998 года — герб Логишина утверждён решением поселкового Совета № 44/3

## Население

### Численность
- 2025 год — 1 769 жителей[2]

### Динамика
- 2023 год — 1 807 жителей[6]
- 2025 год — 1 769 жителей[2]

## Инфраструктура
На пересечении автодорог Р6 и Р105 построена автостанция «Логишин».

## Культура
- Дом культуры
- Народный историко-краеведческий музей

## События и мероприятия
- В 2021 году прошёл областной фестиваль "Дажынкi"

## Достопримечательности
- Костёл Св. Петра и Павла (1907—1909 года)[7] —  Историко-культурная ценность Республики Беларусь, шифр 113Г000568
- Спасо-Преображенская церковь (2-я половина XIX века)[8] —  Историко-культурная ценность Республики Беларусь, шифр 113Г000567
- Протестантский храм (после 1990 года)
- Еврейское кладбище
- Христианское кладбище
  - Часовня
  - Руины часовни-усыпальницы
  - Могилы польских солдат
- Рядовая застройка XIX-начала XX веков
- Братская могила жертв войны[9]. Обелиск установлен в 1990 году.
- Братская могила советских воинов и партизан[10]. Скульптура солдата установлена в сквере на улице Ленина в 1957 году.

### Памятник, скульптура
- Памятный знак (урочище «Черный луг»)[11]. Установлен в 2009 году в память о 15  мирных жителях Логишина, которые были заживо сожжены фашистами  9 февраля 1943 года.

## Галерея

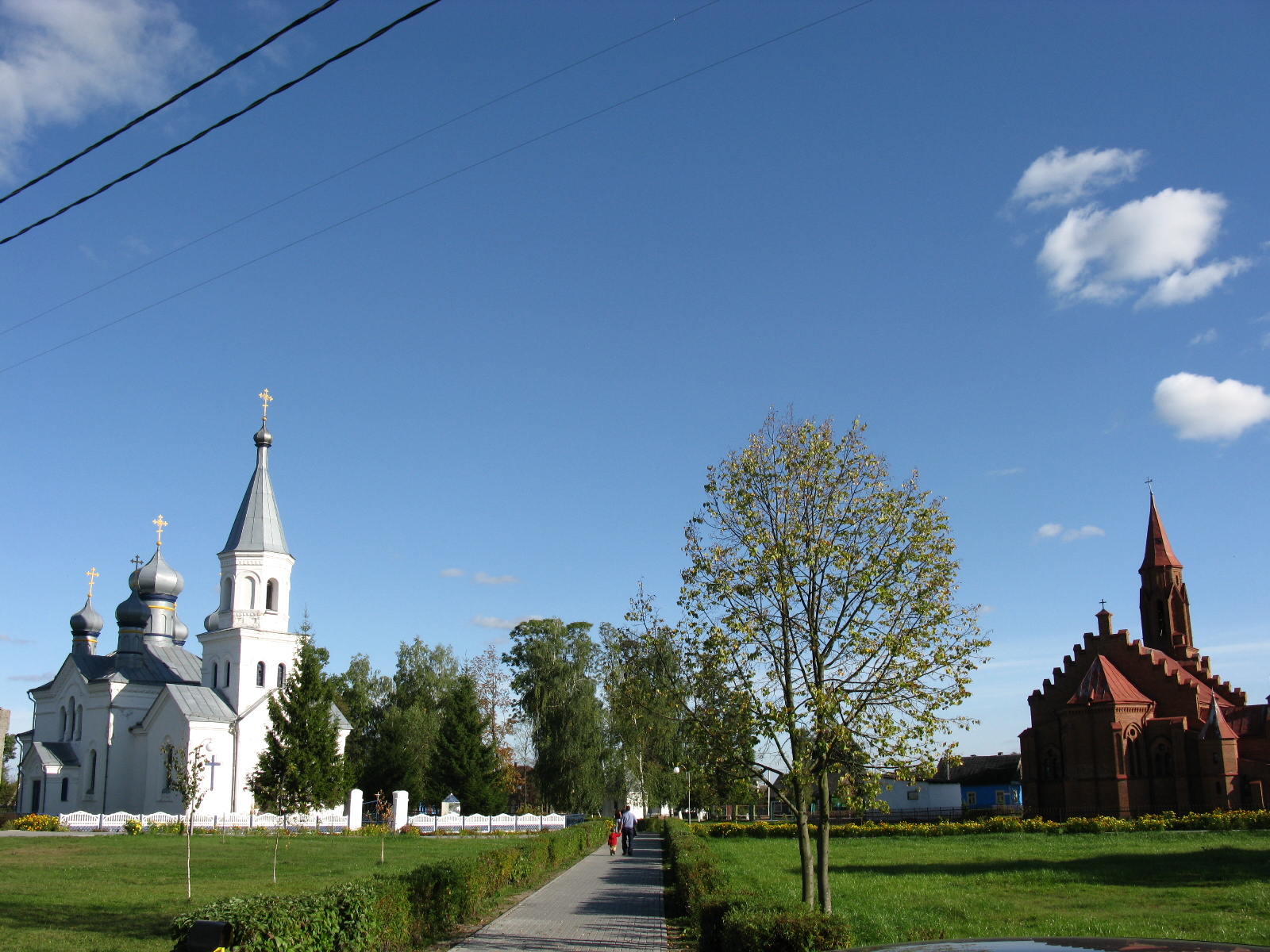
Спасо-Преображенская церковь и Костёл Св. Петра и Павла
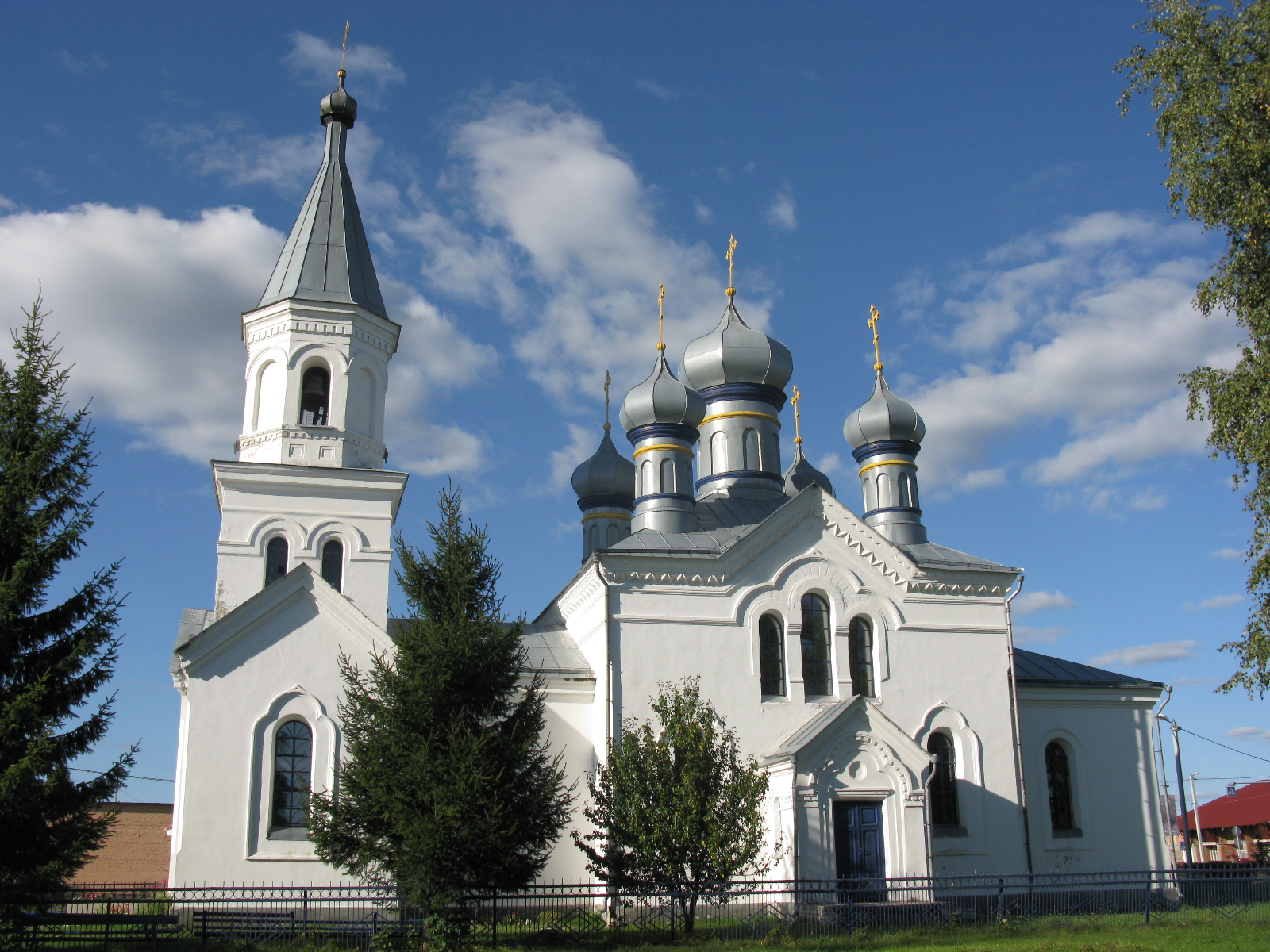
Спасо-Преображенская церковь
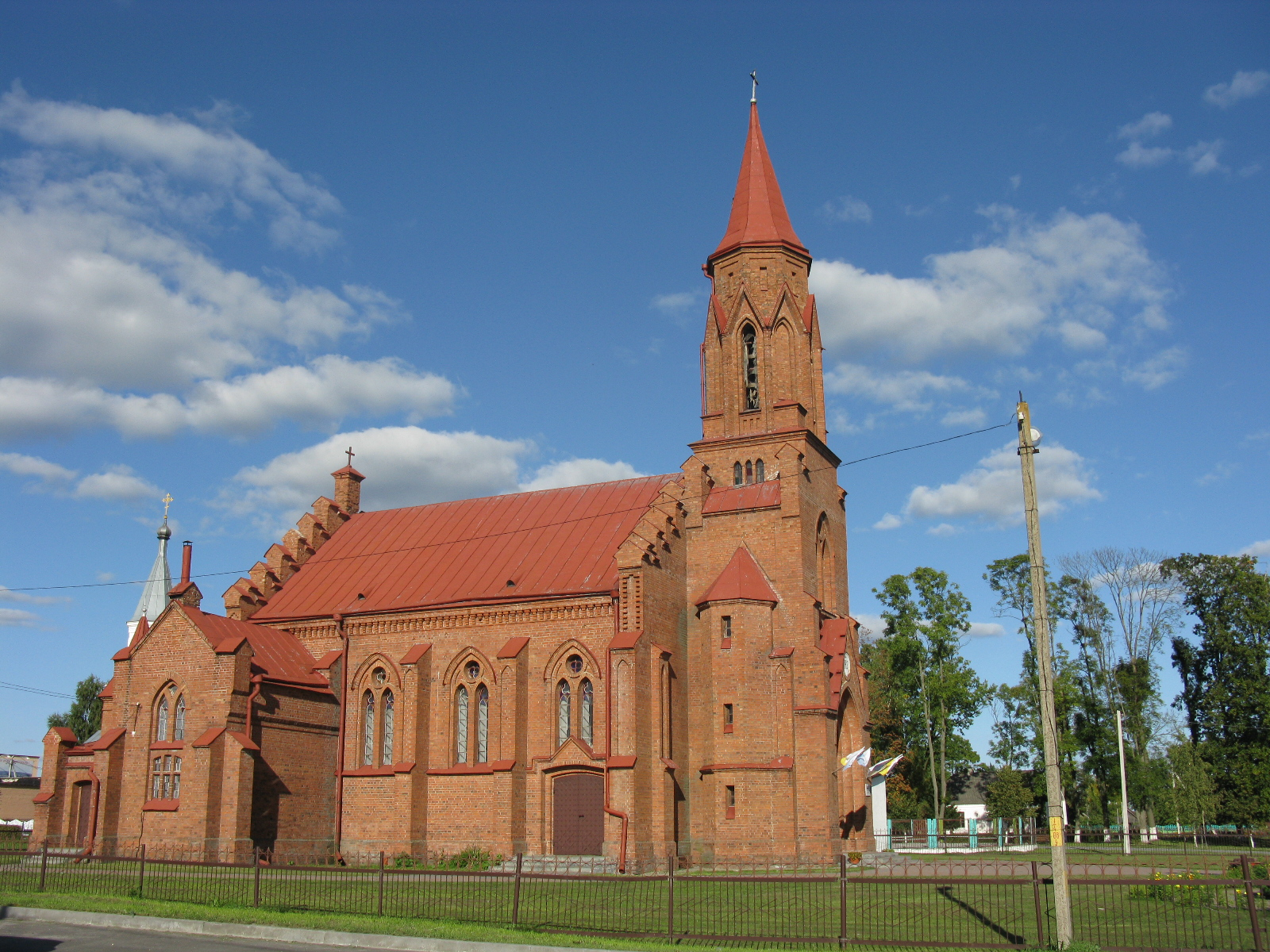
Костёл Св. Петра и Павла
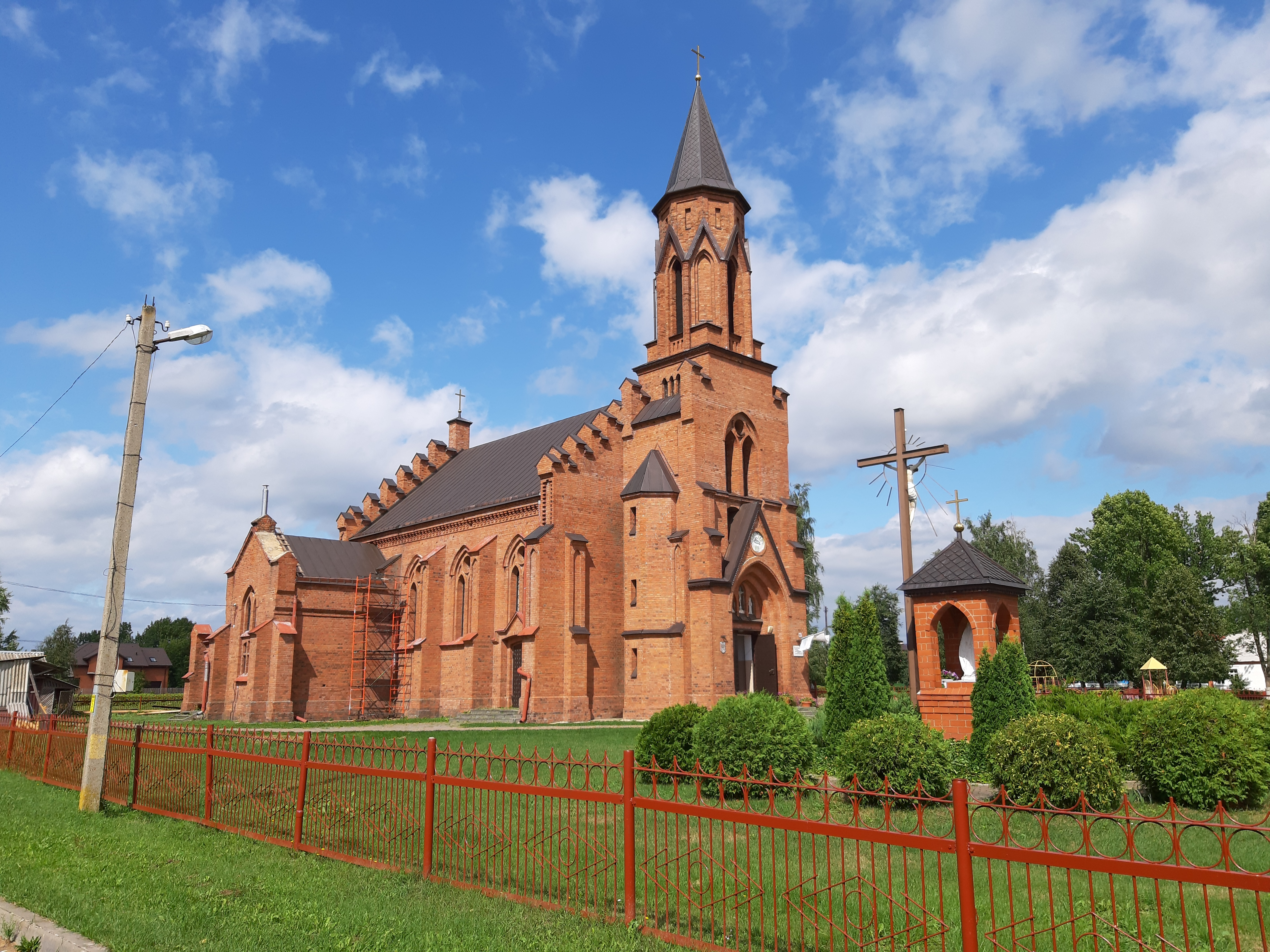
Костёл Св. Петра и Павла
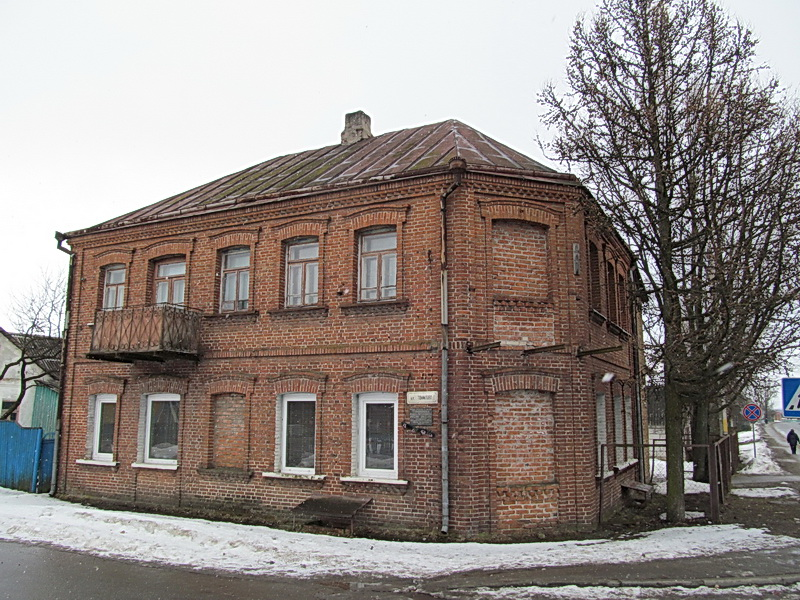
Здание
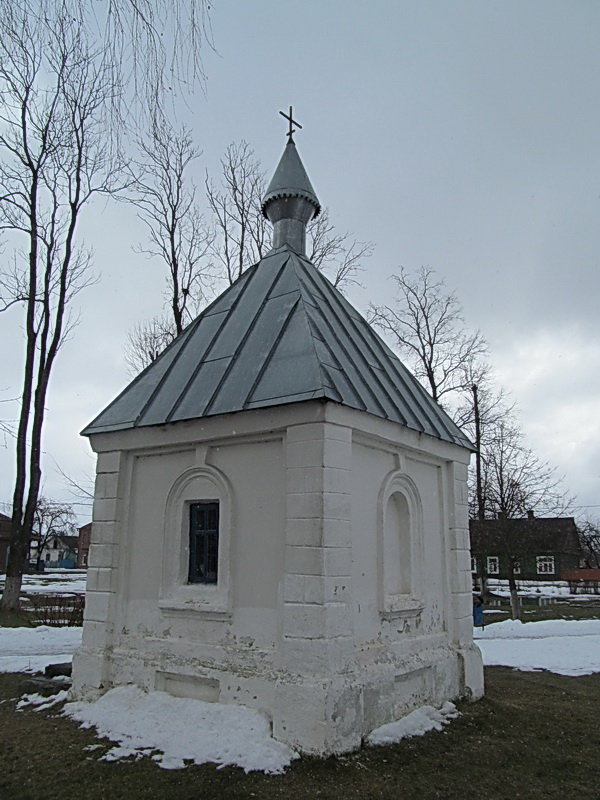
Часовня

## Спорт
- Бейсбольная команда «Логишинские волки»[12].